# Opactwo Westminsterskie

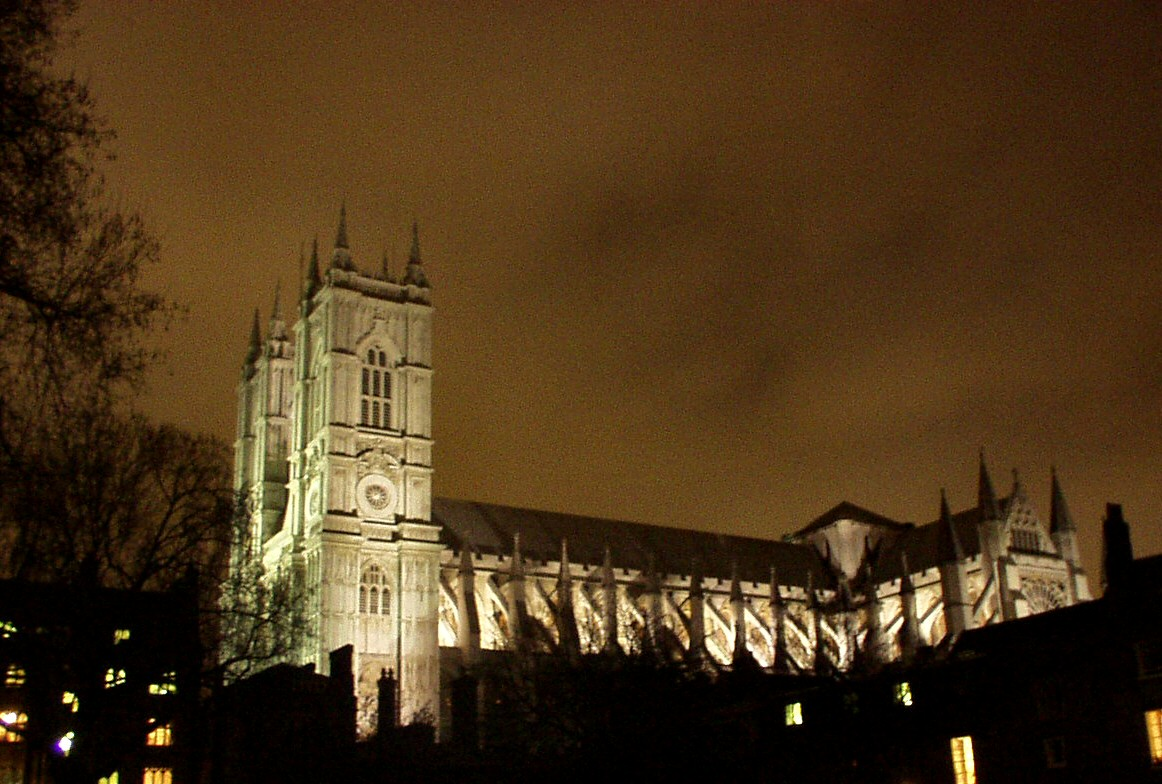
Opactwo Westminsterskie nocą

Opactwo Westminsterskie (ang. Westminster Abbey; nazwa oficjalna Collegiate Church of St Peter at Westminster, kolegiata św. Piotra w Westminsterze) – najważniejsza, obok katedry w Canterbury i katedry św. Pawła w londyńskim City, świątynia anglikańska.
Opactwo, począwszy od Wilhelma Zdobywcy (1066), jest miejscem koronacji królów Anglii i królów Wielkiej Brytanii, z wyjątkiem Edwarda V i Edwarda VIII, którzy nie byli koronowani. Od XIII wieku opactwo to również miejsce pochówku królów i zasłużonych osób.

## Historia
Według legend pierwsza świątynia powstała w roku 616 na miejscu, które nazywano wówczas Thorney Island. Datę powstania pierwszego klasztoru należy jednak przenieść w okolice roku 800.
Prawie 250 lat później Edward Wyznawca, który z powodów politycznych nie mógł dotrzymać ślubów udania się na pielgrzymkę do Rzymu, w zamian za zwolnienie z tych ślubów, zgodnie z sugestią papieża, miał przebudować opactwo. Przebudowa miała miejsce w latach 1045–1050 (w stylu romańskim), a nowe opactwo konsekrowano 28 grudnia 1065 (na tydzień przed śmiercią króla, który został tam pochowany). W 1066 w Opactwie Westminsterskim odbyła się pierwsza koronacja (Wilhelma Zdobywcy).
W 1220 Henryk III dobudował Lady Chapel, a 25 lat później rozpoczął gruntowną przebudowę całego opactwa w kształcie, który zachował się do dziś. Następna poważna przebudowa miała miejsce za Henryka VII w wieku XVI w stylu gotyku angielskiego.
W 1534 Henryk VIII przejął opactwo w czasie swojej walki z Kościołem katolickim, a w 1540 zlikwidował opactwo benedyktyńskie. Maria I Tudor w 1553 roku wskrzesiła opactwo na kilka lat, ale potem Elżbieta I ponownie je zlikwidowała. W 1560 Opactwo Westminsterskie zostało przekształcone w tzw. Royal peculiar, przechodząc bezpośrednio pod jurysdykcję monarchini.
Dwie zachodnie wieże, w stylu neogotyckim, dzieło Nicholasa Hawksmoora, ucznia Wrena, dobudowano dopiero w 1745. Dalsza przebudowa i renowacja miała miejsce w XIX wieku.

## Koronacje królów i królowych Anglii i Wielkiej Brytanii w kolegiacie św. Piotra
- 1066: Harald II
- 1066: Wilhelm I Zdobywca
- 1068: Matylda Flandryjska
- 1087: Wilhelm II Rudy

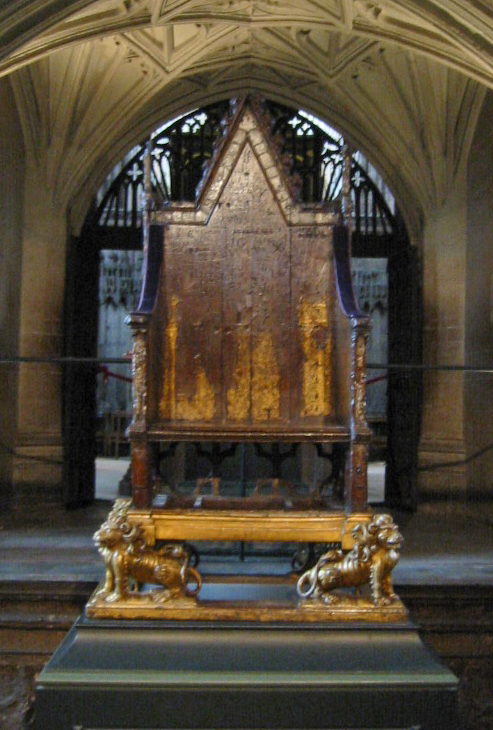
Tron koronacyjny świętego Edwarda

- 1100: Henryk I Beauclerc i Matylda Szkocka
- 1121: Adelajda z Lowanium
- 1135: Stefan z Blois
- 1136: Matylda Bulońska
- 1154: Henryk II Plantagenet i Eleonora Akwitańska
- 1189: Ryszard I Lwie Serce
- 1199: Jan bez Ziemi
- 1200: Izabela Andegaweńska
- 1220: Henryk III Plantagenet
- 1236: Eleonora Prowansalska
- 1274: Edward I Długonogi i Eleonora Kastylijska
- 1308: Edward II i Izabela Francuska
- 1327: Edward III
- 1328: Filipa de Hainault
- 1377: Ryszard II
- 1382: Anna Czeska
- 1397: Izabela Walezjuszka
- 1399: Henryk IV Lancaster
- 1403: Joanna Nawarrska
- 1413: Henryk V Lancaster
- 1421: Katarzyna Walezjuszka
- 1429: Henryk VI Lancaster
- 1445: Małgorzata Andegaweńska
- 1461: Edward IV York
- 1465: Elżbieta Woodville
- 1483: Ryszard III York i Anna Neville
- 1485: Henryk VII Tudor
- 1487: Elżbieta York
- 1509: Henryk VIII Tudor
- 1509: Katarzyna Aragońska
- 1533: Anna Boleyn
- 1547: Edward VI Tudor
- 1553: Maria I Tudor
- 1559: Elżbieta I Tudor
- 1603: Jakub I Stuart i  Anna Duńska
- 1626: Karol I Stuart
- 1661: Karol II Stuart
- 1685: Jakub II Stuart
- 1685: Maria Modeńska
- 1689: Maria II Stuart i Wilhelm III Orański
- 1702: Anna Stuart
- 1714: Jerzy I Hanowerski
- 1727: Jerzy II Hanowerski i Karolina Ansbachska
- 1761: Jerzy III Hanowerski i Zofia Karolina Meklemburska
- 1821: Jerzy IV Hanowerski
- 1831: Wilhelm IV Hanowerski i Adelajda Saksońska
- 1838: Wiktoria Hanowerska
- 1902: Edward VII Koburg i Aleksandra Duńska
- 1911: Jerzy V i Maria Teck
- 1937: Jerzy VI Windsor i Elżbieta Bowes-Lyon
- 1953: Elżbieta II Windsor
- 6 maja 2023: Karol III Windsor i Kamila Rosemary Shand[3]

W czasie koronacji Jerzego II Hanowerskiego George Frideric Handel wykonał cztery hymny koronacyjne, w tym hymn „Zadok the Priest”. Od tego czasu utwór ten powtarza się na każdym kolejnym nabożeństwie koronacyjnym, tradycyjnie sprawowanym w Opactwie Westminsterskim.

## Ciekawe miejsca
- kaplica Edwarda Wyznawcy
- Grób Nieznanego Żołnierza

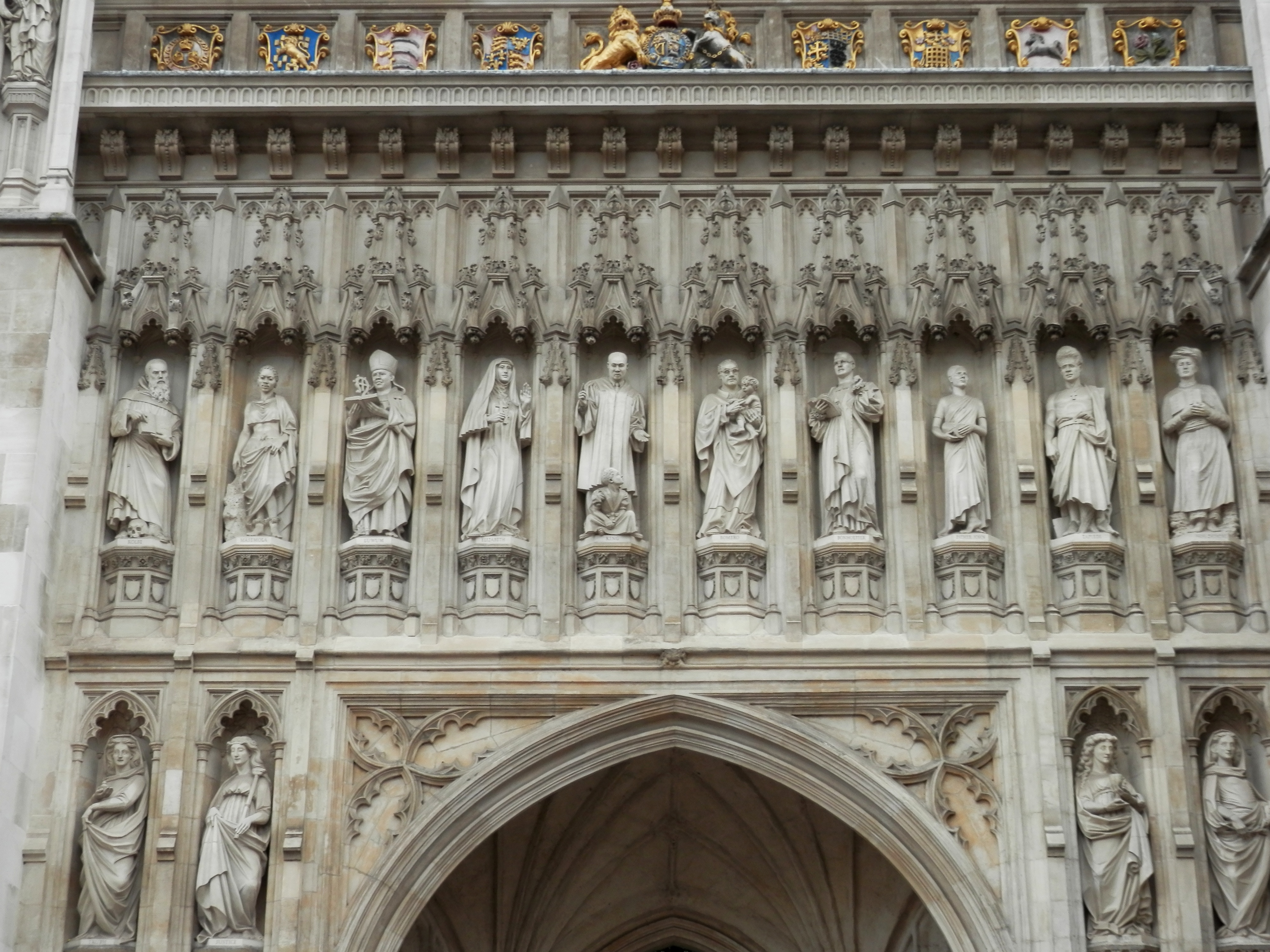
Figury męczenników z XX wieku (pierwszy od lewej: św. Maksymilian Kolbe)

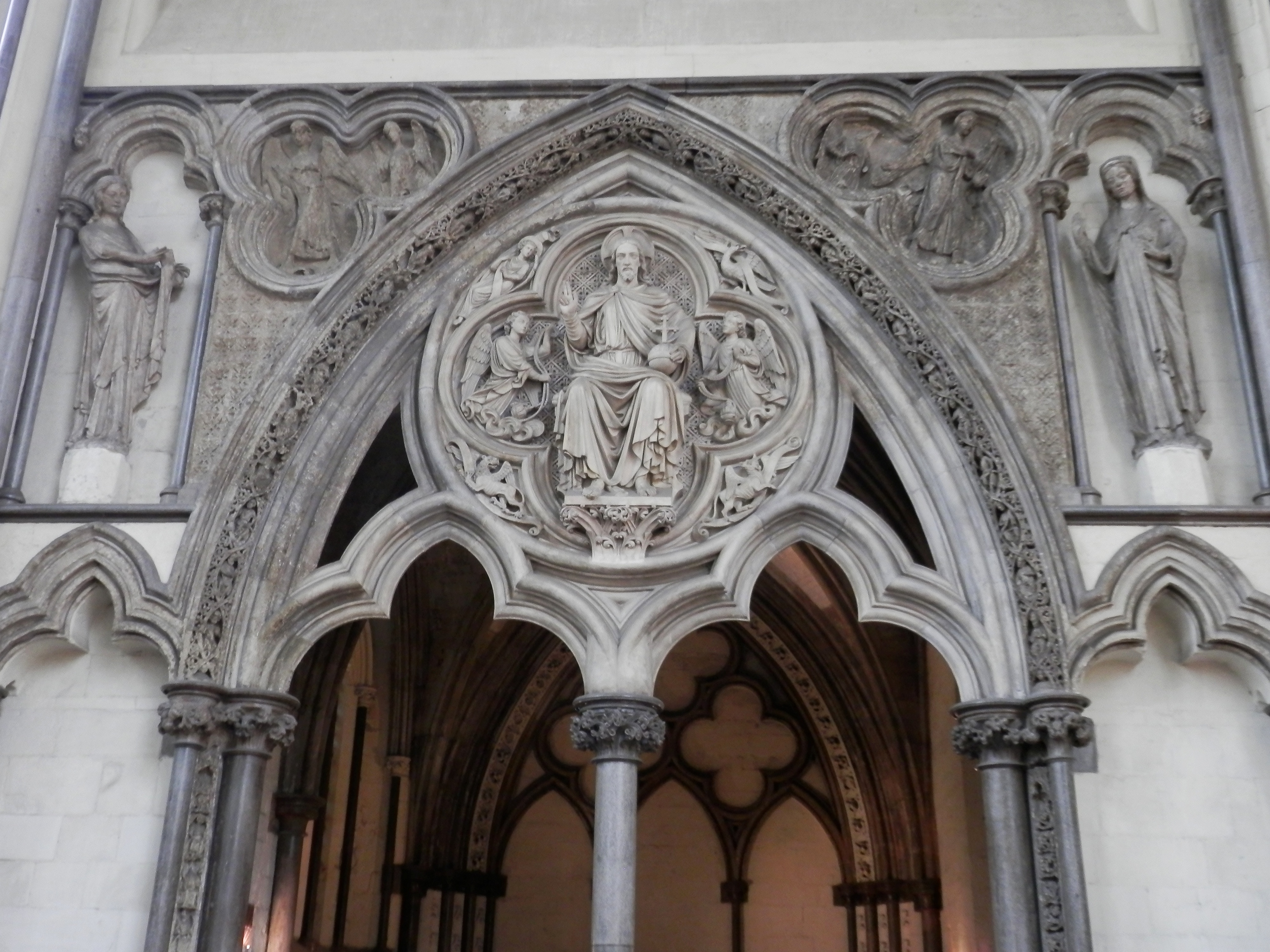
Płaskorzeźba Chrystusa na frontonie świątyni

- kaplica św. Jerzego, pamięci miliona Brytyjczyków poległych w wojnach
- Zakątek Wigów
- Zakątek poetów (Poets' corner)
- kaplica św. Pawła
- podwójny grobowiec Marii I i Elżbiety I
- nagrobek Małgorzaty Beaufort, matki Henryka VII Tudora
- Sala Kapitulna (Chapter House)
- Kaplica Pyxu
- Ciemny Krużganek
- Muzeum Opactwa (Abbey Museum)
- Kolegium św. Piotra
- College Gardens
- Krypta Normandzka (Norman Undercroft)
- Kaplica Królewskich Sił Powietrznych – witraże poświęcone Dywizjonom 303 i 302, widać tam polskie orły i polską flagę
- Krzesło koronacyjne z 1301, na którym koronowano wszystkich, prócz dwóch królów Anglii.

## Pochówki
Na terenie opactwa pochowanych jest około 3300 zmarłych. Wśród nich wybitni poeci i pisarze, muzycy, aktorzy, uczeni, politycy i architekci. Oprócz tego znajduje się tam ponad 600 tablic pamiątkowych poświęconych wybitnym osobom niepochowanym na terenie opactwa.
Pierwszym poetą pochowanym w Opactwie Westminsterskim był Geoffrey Chaucer w roku 1400. W opactwie znajdują się też groby:
- Bena Jonsona
- Davida Garricka
- Samuela Johnsona
- Karola Dickensa
- Roberta Browninga
- Rudyarda Kiplinga.

Wielu poetów i pisarzy (z powodu mało przykładnego życia, jakie prowadzili, albo braku uznania za życia) nie otrzymywało zgody na pochówek. Dopiero wiele lat po ich śmierci umieszczano tylko tablice pamiątkowe; wśród nich:
- William Szekspir
- William Blake
- Benjamin Britten
- Robert Burns
- John Keats
- George Gordon Byron
- Percy Bysshe Shelley
- David Herbert Lawrence
- William Wordsworth
- William Makepeace Thackeray
- Thomas Hardy.

Pochowani uczeni to między innymi: 
- Isaac Newton
- Karol Darwin
- Lord Kelvin
- Ernest Rutherford
- Stephen Hawking[4]

Muzycy: Georg Friedrich Händel, Henry Purcell, Muzio Clementi.
Architekci: Robert Adam, William Chambers, Charles Barry, George Gilbert Scott.